# スタジオガッツ
スタジオガッツ有限会社は、アニメーションの企画・制作を主な事業内容とする日本の企業である。

## 概要
葦プロダクションの制作出身である荒尾哲也が、ぴえろの制作を経た後に設立したアニメ制作会社である。
『神世紀伝マーズ』で元請制作を行ったが、主にグロス請けを中心に活動している。所属しているスタッフは代表取締役の荒尾のみで、演出・作画スタッフは全員フリーランスということになっている。
2019年5月に地方拠点として柏崎アニメスタジオを設立、2020年からスタッフが常設するようになる。

## 主な作品

### 元請制作
- 神世紀伝マーズ （プラムと共同制作、2002年）
- とびだせ!柏崎（2021年 - 、ネット配信）[3]

### テレビシリーズ
- ギャラクシーエンジェル （制作元請：マッドハウス、各話制作協力、2001年）
- サイボーグ009 THE CYBORG SOLDIER （制作元請：ジャパンヴィステック、各話制作協力、2002年）
- アクエリアンエイジ Sign for Evolution （制作元請：マッドハウス、各話制作協力、2002年）
- ロックマンエグゼ （制作元請：XEBEC、各話制作協力、2002年-2003年）
- 東京アンダーグラウンド （制作元請：ぴえろ、各話制作協力、2002年）
- ストラトス・フォー （制作元請：スタジオ・ファンタジア、各話制作協力、2003年）
- E'S OTHERWISE （制作元請：ぴえろ、各話制作協力、2003年）
- エアマスター （制作元請：東映アニメーション、各話制作協力、2003年）
- グリーングリーン （制作元請：スタジオマトリックス、各話制作協力、2003年）
- 高橋留美子劇場 人魚の森 （制作元請：トムス・エンタテインメント、各話制作協力、2003年）
- 最遊記RELOAD （制作元請：ぴえろ、各話制作協力、2003年）
- MEZZO -メゾ- （制作元請：アームス、各話制作協力、2004年）[4]
- エルフェンリート （制作元請：アームス、各話制作協力、2004年）[4]※
- リングにかけろ1 （制作元請：東映アニメーション、各話制作協力、2004年）
- 下級生2 〜瞳の中の少女たち〜 （制作元請：アームス、各話制作協力、2004年）[4]
- ビューティフル ジョー （制作元請：グループ・タック、各話制作協力、2004年-2005年）
- ケロロ軍曹 （制作元請：サンライズ、各話制作協力、2004年-2011年）
- MÄR -メルヘヴン- （制作元請：SynergySP、各話制作協力、2005年-2007年）
- ガンパレード・オーケストラ （制作元請：ブレインズ・ベース、各話制作協力、2005年-2006年）
- SoltyRei （制作元請：GONZO・AIC、各話制作協力、2005年）
- 陰からマモル! （制作元請：グループ・タック、各話制作協力、2006年）
- タクティカルロア （制作元請：アクタス、各話制作協力、2006年）
- アイシールド21 （制作元請：ぎゃろっぷ、各話制作協力、2006年）
- ひまわりっ! （制作元請：アームス、発注元：スタジオ旗艦、各話制作協力、2006年）
- 女子高生 GIRL'S-HIGH （制作元請：アームス、各話制作協力、2006年）
- 貧乏姉妹物語 （制作元請：東映アニメーション、各話制作協力、2006年）
- Saint October （制作元請：スタジオコメット、各話制作協力、2007年）
- ロケットガール （制作元請：ムークDLE、各話制作協力、2007年）
- 一騎当千 Dragon Destiny （制作元請：アームス、各話制作協力、2007年）
- 出ましたっ!パワパフガールズZ （制作元請：東映アニメーション、各話制作協力、2007年）
- ラブ★コン （制作元請：東映アニメーション、各話制作協力、2007年）
- モノノ怪 （制作元請：東映アニメーション、各話制作協力、2007年）
- ONE PIECE （制作元請：東映アニメーション、各話制作協力、2007年-）
- D.C.II 〜ダ・カーポII〜 （制作元請：フィール、各話制作協力、2007年）
- 秘密 〜The Revelation〜 （制作元請：マッドハウス、発注元：ムークアニメーション、各話制作協力、2008年）
- コードギアス 反逆のルルーシュR2 （制作元請：サンライズ、各話制作協力、2008年）
- キャシャーン Sins （制作元請：マッドハウス、各話制作協力、2009年）
- ヤッターマン（第2作） （制作元請：タツノコプロ、各話制作協力、2009年）
- PandoraHearts （制作元請：XEBEC、各話制作協力、2009年）
- 真マジンガー 衝撃! Z編 （制作元請：BEE・MEDIA、Code、各話アニメーション協力、2009年）
- FAIRY TAIL （制作元請：A-1 Pictures・サテライト、各話制作協力、2009年）
- 空中ブランコ （制作元請：東映アニメーション、各話制作協力、2009年）
- おおかみかくし （制作元請：AIC、各話制作協力、2010年）
- ひめチェン!おとぎちっくアイドル リルぷりっ （制作元請：テレコム・アニメーションフィルム、各話制作協力、2010年）
- 屍鬼 （制作元請：童夢、各話制作協力、2010年）
- アマガミSS （制作元請：AIC、各話制作協力、2010年）
- べるぜバブ （制作元請：ぴえろプラス、各話制作協力、2011年）
- C （制作元請：タツノコプロ、各話制作協力、2011年）
- 猫神やおよろず （制作元請：AIC PLUS+、各話制作協力、2011年）
- 探偵オペラ ミルキィホームズ 第2幕 （制作元請：J.C.STAFF、アニメーションスタジオ・アートランド、各話制作協力、2012年）
- Persona4 the ANIMATION （制作元請：AIC ASTA、各話制作協力、2012年）
- 夏雪ランデブー（制作元請：動画工房、各話制作協力、2012年）
- ガールズ&パンツァー（制作元請：アクタス、各話制作協力、2012年）
- 超速変形ジャイロゼッター （制作元請：A-1 Pictures、各話制作協力、2013年）
- 宇宙戦艦ヤマト2199 （制作元請：XEBEC、各話制作協力、2013年）
- ロウきゅーぶ!SS （制作元請：project No.9、各話制作協力、2013年）
- 夜桜四重奏 〜ハナノウタ〜 （制作元請：タツノコプロ、各話制作協力、2013年）
- ノブナガン （制作元請：ブリッジ、各話制作協力、2014年）
- レディ ジュエルペット （制作元請：ゼクシズ、スタジオコメット、各話制作協力、2014年）
- 弱虫ペダル GRANDE ROAD （制作元請：トムス・エンタテインメント、各話制作協力、2014年）
- 金田一少年の事件簿R（制作元請：東映アニメーション、各話制作協力、2014年）
- 夜ノヤッターマン （制作元請：タツノコプロ、各話制作協力、2015年）
- Go!プリンセスプリキュア （制作元請：東映アニメーション、各話制作協力、2015年）
- ジュエルペット マジカルチェンジ （制作元請：スタジオディーン、各話制作協力、2015年）
- ガッチャマン クラウズ インサイト （制作元請：タツノコプロ、各話制作協力、2015年）
- 北斗の拳 イチゴ味 （制作元請：亜細亜堂、各話制作協力、2015年）
- 魔法つかいプリキュア!（制作元請：東映アニメーション、各話制作協力、2016年）
- 鬼斬 （制作元請：ぴえろプラス、各話制作協力、2016年）
- 聖戦ケルベロス 竜刻のファタリテ （制作元請：ブリッジ、各話制作協力、2016年）
- ヘボット!（制作元請：BN Pictures、各話制作協力、2016年）
- 名探偵コナン (制作元請:トムス・エンタテインメント、各話制作協力、2016年)
- キラキラ☆プリキュアアラモード（制作元請：東映アニメーション、各話制作協力、2017年）
- HUGっと!プリキュア（制作元請：東映アニメーション、各話制作協力、2018年 - 2019年）
- スター☆トゥインクルプリキュア（制作元請：東映アニメーション、各話制作協力、2019年）
- ヒーリングっど♥プリキュア（制作元請：東映アニメーション、各話制作協力、2020年）[5]
- 遊☆戯☆王SEVENS（制作元請：ブリッジ、各話制作協力、2020年）[6]
- 無能なナナ（制作元請：ブリッジ、第二原画・動画検査、2020年）[6]
- トロピカル〜ジュ!プリキュア（制作元請：東映アニメーション、各話制作協力、2021年）

### ビデオシリーズ
- HUNTER×HUNTER G・I Final （制作元請：日本アニメーション、各話制作協力、2004年）
- 最遊記RELOAD -burial- （制作元請：アームス、各話制作協力、2007年）
- 夜桜四重奏 〜ツキニナク〜 （制作元請：タツノコプロ、各話制作協力、2013年）

### 劇場アニメ
- 映画 Go!プリンセスプリキュア Go!Go!!豪華3本立て!!! パンプキン王国のたからもの（制作元請：東映アニメーション、制作協力、2015年）

## 関連人物

### 制作
- 荒尾哲也（代表取締役）